# 10720 Дензл
10720 Дензл (10720 Danzl) — астероїд головного поясу, відкритий 5 квітня 1986 року.
Тіссеранів параметр щодо Юпітера — 3,667.